# Mörlach (Bechhofen)
Mörlach ist ein Gemeindeteil des Marktes Bechhofen im Landkreis Ansbach (Mittelfranken, Bayern).  Die Gemarkung Mörlach hat eine Fläche von 3,141 km². Sie ist in 388 Flurstücke aufgeteilt, die eine durchschnittliche Fläche von 8096,47 m² haben.

## Geografie
Das Dorf liegt am Mörlachgraben, der 0,5 km weiter östlich als rechter Zufluss in die Altmühl mündet. Im Nordwesten liegt das Waldgebiet Hölzlein, im Westen grenzt das Flurgebiet Toräcker an. Im Süden erhebt sich in einem Waldgebiet der Hungerbühl und der Mörlacher Buck (ca. 435 m ü. NHN).
Die Kreisstraße AN 55 führt nach Oberndorf (1,2 km östlich) bzw. nach Großenried zur Staatsstraße 2220 (2,7 km westlich). Eine Gemeindeverbindungsstraße führt nach Haag (0,7 km nördlich).

## Geschichte
1374 kaufte das Kloster Heilsbronn in Mörlach ein Gefälle von Friz Schem. 1479 kaufte das Kloster dort ein Gut. Neben dem Heilsbronn waren dort auch Eichstätt, der Deutschorden und die Herren von Seckendorf begütert.
Mörlach lag im Fraischbezirk des ansbachischen Oberamtes Feuchtwangen. 1732 bestand der Ort aus 23 Anwesen und einem Gemeindehirtenhaus. Grundherren waren das Verwalteramt Merkendorf (2 Anwesen), das eichstättische Kastenamt Arberg-Ornbau (14 Anwesen), das Stadtvogteiamt Eschenbach des Deutschen Ordens (4 Anwesen) und das Rittergut Wiesethbruck (2 Anwesen, 1 Wirtschaft). An diesen Verhältnissen hatte sich bis zum Ende des Alten Reiches nichts geändert. Von 1797 bis 1808 unterstand der Ort dem Justiz- und Kammeramt Feuchtwangen.
1806 kam Mörlach an das Königreich Bayern. Mit dem Gemeindeedikt wurde Mörlach dem Steuerdistrikt Großenried zugeordnet. Wenig später entstand die Ruralgemeinde Mörlach. Sie war in Verwaltung und Gerichtsbarkeit dem Landgericht Herrieden und in der Finanzverwaltung dem Rentamt Herrieden zugeordnet (1919 in Finanzamt Herrieden umbenannt). Ab 1862 gehörte Mörlach zum Bezirksamt Feuchtwangen (1939 in Landkreis Feuchtwangen umbenannt) und seit 1929 zum Finanzamt Ansbach. In der Gerichtsbarkeit blieb das Landgericht Herrieden zuständig (1879 in Amtsgericht Herrieden umbenannt), seit 1931 ist es das Amtsgericht Ansbach. Die Gemeinde hatte 1964 eine Gebietsfläche von 3,159 km². Im Zuge der Gebietsreform in Bayern wurde diese am 1. Juli 1971 nach Bechhofen eingemeindet.

### Baudenkmäler
In Mörlach gibt es acht Baudenkmäler:
- Katholische Ortskapelle, massiver Satteldachbau, mit Dachreiter, neugotisch, 1878; mit Ausstattung.
- Feuerwehrhaus, eingeschossiger schlichter Satteldachbau, 2. Hälfte 19. Jahrhundert; bei der Ortskapelle.
- Wegkreuz, Kreuzigungsgruppe, Gusseisen auf Sandsteinsockel, um 1850; an der Straße nach Großenried am Ortsausgang.
- Wegkreuz, Gusseisenkruzifixus auf Sandsteinsockel, 2. Hälfte 19. Jahrhundert; am Ortsausgang nach Ornbau.
- Im Hungerbühl: Wegkreuz, Gusseisenkruzifixus auf Sandsteinsockel, 19. Jahrhundert; an der Straße nach Wiesethbruck 200 m außerhalb.
- Oberes Hölzlein: Wegkreuz, Gusseisenkruzifixus auf Sandsteinsockel, Mitte 19. Jahrhundert; an der Straße nach Großenried, ca. 400 m außerhalb des Ortes.
- Am Oberndorfer Weg: Bildstockkapelle, kleiner Ziegelbau mit Satteldach, um 1900; am Fußweg nach Taugenroth.
- Am Oberndorfer Weg: Bildstockfragment, wohl 18. Jahrhundert, Aufsatz mit Kreuz neu ergänzt.

### Einwohnerentwicklung
| Jahr      | 1818   | 1840   | 1852   | 1855   | 1861   | 1867   | 1871   | 1875   | 1880   | 1885   | 1890   | 1895   | 1900   | 1905   | 1910   | 1919   | 1925   | 1933   | 1939   | 1946   | 1950   | 1952   | 1961   | 1970   | 1987   | 2001   | 2011 | 2017   | 2023  |
| Einwohner | 147    | 147    | 133    | 136    | 150    | 130    | 137    | 136    | 138    | 144    | 137    | 136    | 141    | 135    | 132    | 140    | 136    | 135    | 127    | 171    | 167    | 161    | 133    | 144    | 119    | 110    | 113  | 106    | 121   |
| Häuser    | 28     | 30     |        |        |        |        | 28     |        |        | 29     | 28     |        | 27     |        |        |        | 27     |        |        |        | 29     |        | 29     |        | 35     |        |      |        |       |
| Quelle    | [ 16 ] | [ 17 ] | [ 18 ] | [ 18 ] | [ 19 ] | [ 20 ] | [ 21 ] | [ 22 ] | [ 23 ] | [ 24 ] | [ 25 ] | [ 18 ] | [ 26 ] | [ 18 ] | [ 27 ] | [ 18 ] | [ 28 ] | [ 18 ] | [ 18 ] | [ 18 ] | [ 29 ] | [ 18 ] | [ 11 ] | [ 30 ] | [ 31 ] | [ 32 ] |      | [ 33 ] | [ 2 ] |

## Religion
Der Ort ist römisch-katholisch geprägt und bis heute nach St. Laurentius (Großenried) gepfarrt. Die Protestanten sind nach Sommersdorf gepfarrt.